# Sericornis frontalis
Sericornis frontalis là một loài chim trong họ Acanthizidae.